# عدسک آبی کوچک
عدسک آبی کوچک (نام علمی: Lemna minor) نام یک گونه از سرده عدسک آبی است.